# 俵口町
俵口町（たわらぐちちょう）は、奈良県生駒市の町名。郵便番号は630-0243。

## 地理
生駒市中部に位置し、北に新生駒台、松美台、南田原町、喜里が丘、西に大阪府四條畷市、大東市、東大阪市、南から東にかけて門前町、北新町、光陽台、西松ケ丘、東松ケ丘、谷田町、桜ケ丘、生駒台南、生駒台北、小明町と接する。

### 河川
- 竜田川
- 薬師堂川 - 竜田川に合流する。

## 歴史
俵口の名は戦国時代には見え、大和国平群郡生馬荘に属していた。江戸時代の村名としては俵口村と言い、田原口村とも書いた。江戸時代の領主ははじめ竜田藩、寛永16年（1639年）からは郡山藩、延宝7年（1679年）からは旗本の松平氏へと移り変わる。
明治22年（1889年）に北生駒村の一部となり、大正3年（1914年）に大軌電車が開通しても人口はあまり増えなかったが、戦後、住宅が増加し都市化が進んでいった。

### 地名の由来
早くから開けていた北隣の田原谷への入口という意味で「田原口」になったとみられ、その後「俵」の文字が用いられるようになったと考えられる。

### 沿革
- 1889年（明治22年） - 山崎村・谷田村・小明村・辻村・菜畑村と合併して北生駒村が発足[9]。北生駒村大字俵口となる[5]。
- 1921年（大正10年） - 生駒町の大字となる[5]。
- 1962年（昭和37年） - 生駒台北が分離[5]。
- 1968年（昭和43年） - 新生駒台・東松ケ丘・西松ケ丘・北新町が分離[5]。
- 1970年（昭和45年） - 松美台・門前町が分離[5]。
- 1971年（昭和46年） - 生駒市俵口町となる[5]。
- 1975年（昭和50年） - 光陽台が分離[5]。

## 世帯数と人口
2020年（令和2年）10月1日現在の世帯数と人口は以下の通りである。
| 町丁   | 世帯数    | 人口    |
| ------ | --------- | ------- |
| 俵口町 | 3,074世帯 | 7,246人 |

### 人口の変遷
国勢調査による人口の推移。
| 1995年（平成7年）  | 6,918人 | [ 10 ] |  |
| 2000年（平成12年） | 7,720人 | [ 11 ] |  |
| 2005年（平成17年） | 7,731人 | [ 12 ] |  |
| 2010年（平成22年） | 7,894人 | [ 13 ] |  |
| 2015年（平成27年） | 7,389人 | [ 14 ] |  |

### 世帯数の変遷
国勢調査による世帯数の推移。
| 1995年（平成7年）  | 2,220世帯 | [ 10 ] |  |
| 2000年（平成12年） | 2,569世帯 | [ 11 ] |  |
| 2005年（平成17年） | 2,687世帯 | [ 12 ] |  |
| 2010年（平成22年） | 2,934世帯 | [ 13 ] |  |
| 2015年（平成27年） | 2,805世帯 | [ 14 ] |  |

## 事業所
2016年（平成28年）現在の経済センサス調査による事業所数と従業員数は以下の通りである。
| 町丁   | 事業所数  | 従業員数 |
| ------ | --------- | -------- |
| 俵口町 | 117事業所 | 1,326人  |

## 交通

### バス
- 奈良交通
  - 生駒台循環線
  - 北田原線
  - 上町生駒線
  - パークヒルズ田原線
  - 生駒山麓公園ふれあいセンター線

### 道路
- 信貴生駒スカイライン
- 阪奈道路
- 奈良県道142号生駒停車場宛木線

## 施設
- 生駒市立俵口小学校
- 生駒台郵便局
- 阪奈中央病院
- コーナン 生駒店
- ディアーズコープいこま
- 長福寺[16]
- 生駒山麓公園
- 生駒聖書学院

## 史跡
- 俵口北窯跡[17] - 奈良時代後半（8世紀後半）のものとみられる須恵器の窯跡[18]。俵口から谷田地域にわたって発見されている[18]。
- 田原口城跡 - 田原口氏（俵口氏[8][5]）がいたとみられる中世の城跡[19]。長福寺の本堂北側の裏山が主郭部と考えられる[20][19]。